# Klasa A w piłce nożnej (województwo świętokrzyskie)
Na terenie województwa świętokrzyskiego znajdują się obecnie 3 grupy klasy A: Kielce I, Kielce II i Sandomierz. Zwycięzcy wszystkich grup awansują do klasy okręgowej, gr. świętokrzyskiej, natomiast najsłabsze zespoły relegowane są do jednej z 3 grup klasy B na terenie województwa.

## Podział historyczny grup
| Sezony              | Grupy           | Grupy            | Grupy             | Grupy            | Szczebel wyżej                      | Szczebel wyżej                       | Szczebel niżej               | Szczebel niżej                | Szczebel niżej                 | Szczebel niżej                |
| ------------------- | --------------- | ---------------- | ----------------- | ---------------- | ----------------------------------- | ------------------------------------ | ---------------------------- | ----------------------------- | ------------------------------ | ----------------------------- |
| 2000/2001-2004/2005 | świętokrzyska I | świętokrzyska II | świętokrzyska III | świętokrzyska IV | klasa okręgowa, gr. świętokrzyska   | klasa okręgowa, gr. świętokrzyska    | brak                         | brak                          | brak                           | brak                          |
| 2005/2006-2007/2008 | świętokrzyska I | świętokrzyska II | świętokrzyska III | świętokrzyska IV | klasa okręgowa, gr. świętokrzyska I | klasa okręgowa, gr. świętokrzyska II | brak                         | brak                          | brak                           | brak                          |
| 2008/2009           | świętokrzyska I | świętokrzyska I  | świętokrzyska II  | świętokrzyska II | klasa okręgowa, gr. świętokrzyska   | klasa okręgowa, gr. świętokrzyska    | klasa B, gr. świętokrzyska I | klasa B, gr. świętokrzyska II | klasa B, gr. świętokrzyska III | klasa B, gr. świętokrzyska IV |
| 2009/2010           | świętokrzyska I | świętokrzyska I  | świętokrzyska II  | świętokrzyska II | klasa okręgowa, gr. świętokrzyska   | klasa okręgowa, gr. świętokrzyska    | klasa B, gr. świętokrzyska I | klasa B, gr. świętokrzyska II | klasa B, gr. świętokrzyska III | brak                          |
| 2010/2011-2014/2015 | świętokrzyska I | świętokrzyska I  | świętokrzyska II  | świętokrzyska II | klasa okręgowa, gr. świętokrzyska   | klasa okręgowa, gr. świętokrzyska    | klasa B, gr. świętokrzyska I | klasa B, gr. świętokrzyska II | klasa B, gr. świętokrzyska III | klasa B, gr. świętokrzyska IV |
| 2015/2016           | świętokrzyska I | świętokrzyska I  | świętokrzyska II  | świętokrzyska II | klasa okręgowa, gr. świętokrzyska   | klasa okręgowa, gr. świętokrzyska    | klasa B, gr. świętokrzyska I | klasa B, gr. świętokrzyska II | klasa B, gr. świętokrzyska III | brak                          |
| 2016/2017           | Kielce          | Kielce           | Sandomierz        | Sandomierz       | klasa okręgowa, gr. świętokrzyska   | klasa okręgowa, gr. świętokrzyska    | klasa B, gr. Kielce I        | klasa B, gr. Kielce II        | klasa B, gr. Sandomierz        | brak                          |
| 2017/2018-          | Kielce I        | Kielce II        | Sandomierz        | Sandomierz       | klasa okręgowa, gr. świętokrzyska   | klasa okręgowa, gr. świętokrzyska    | klasa B, gr. Kielce I        | klasa B, gr. Kielce II        | klasa B, gr. Sandomierz        | brak                          |

## Zwycięzcy i zespoły awansujące
| Sezon     | grupa Kielce I                    | grupa Kielce II                   | grupa Sandomierz                     | grupa Sandomierz                     | Źródła                      |
| --------- | --------------------------------- | --------------------------------- | ------------------------------------ | ------------------------------------ | --------------------------- |
| 2024/2025 | KKP Korona Kielce                 | Unia Sędziszów                    | OKS Opatów                           | OKS Opatów                           | [ 1 ] [ 2 ] [ 3 ]           |
| 2023/2024 | Astra Piekoszów                   | Piast Stopnica                    | Star II Starachowice                 | Star II Starachowice                 | [ 4 ] [ 5 ] [ 6 ]           |
| 2022/2023 | Partyzant Radoszyce               | Partyzant Wodzisław               | Kamienna Brody                       | Kamienna Brody                       | [ 7 ] [ 8 ] [ 9 ]           |
| 2021/2022 | Polonia Białogon                  | Victoria Skalbmierz               | Arka Pawłów                          | Arka Pawłów                          | [ 10 ] [ 11 ] [ 12 ]        |
| 2020/2021 | Gród Ćmińsk                       | Nida Oksa                         | GKS Górno                            | GKS Górno                            | [ 13 ] [ 14 ] [ 15 ]        |
| 2019/2020 | Orlęta Kielce                     | Bucovia Bukowa                    | GKS Łoniów                           | GKS Łoniów                           | [ 16 ] [ 17 ] [ 18 ]        |
| 2018/2019 | Wicher Miedziana Góra             | Victoria Skalbmierz               | Zorza Tempo Pacanów                  | Zorza Tempo Pacanów                  | [ 19 ] [ 20 ] [ 21 ]        |
| 2017/2018 | Astra Piekoszów                   | Piaskowianka Piaski               | LZS Samborzec                        | LZS Samborzec                        | [ 22 ] [ 23 ] [ 24 ]        |
| 2016/2017 | Bucovia Bukowa                    | Bucovia Bukowa                    | Świt Ćmielów                         | Świt Ćmielów                         | [ 25 ] [ 26 ]               |
| 2015/2016 | Lechia Strawczyn                  | Lechia Strawczyn                  | Gród Wiślica                         | Gród Wiślica                         | [ 27 ] [ 28 ]               |
| 2014/2015 | Gród Ćmińsk                       | Gród Ćmińsk                       | Polanie Pierzchnica                  | Polanie Pierzchnica                  | [ 29 ] [ 30 ]               |
| 2013/2014 | Politechnika Świętokrzyska Kielce | Politechnika Świętokrzyska Kielce | KSZO 1929 II Ostrowiec Świętokrzyski | KSZO 1929 II Ostrowiec Świętokrzyski | [ 31 ] [ 32 ]               |
| 2012/2013 | Astra Piekoszów                   | Astra Piekoszów                   | Stal Kunów                           | Stal Kunów                           | [ 33 ] [ 34 ]               |
| 2011/2012 | Nidzianka Bieliny                 | Nidzianka Bieliny                 | Kamienna Brody                       | Kamienna Brody                       | [ 35 ] [ 36 ]               |
| 2010/2011 | Skała Tumlin                      | Skała Tumlin                      | Piast Stopnica                       | Piast Stopnica                       | [ 37 ] [ 38 ]               |
| 2009/2010 | Sokół Rykoszyn                    | Sokół Rykoszyn                    | Klimontowianka Klimontów             | Klimontowianka Klimontów             | [ 39 ] [ 40 ]               |
| 2008/2009 | Zryw Łopuszno                     | Zryw Łopuszno                     | Koprzywianka Koprzywnica             | Koprzywianka Koprzywnica             | [ 41 ] [ 42 ]               |
| 2007/2008 | Naprzód II Jędrzejów              | Skała Tumlin                      | Klimontowianka Klimontów             | ŁKS Łagów                            | [ 43 ] [ 44 ] [ 45 ] [ 46 ] |
| 2006/2007 | Nidzianka Bieliny                 | HEKO Czermno                      | Wisła Nowy Korczyn                   | LZS Samborzec                        | [ 47 ] [ 48 ] [ 49 ] [ 50 ] |
| 2005/2006 | Naprzód II Jędrzejów              | GKS Kluczewsko                    | Juventa-Star Starachowice            | KSZO II Ostrowiec Świętokrzyski      | [ 51 ] [ 52 ] [ 53 ] [ 54 ] |
| 2004/2005 | Moravia Morawica                  | Astra Piekoszów                   | Victoria Skalbmierz                  | Świt Ćmielów                         | [ 55 ] [ 56 ] [ 57 ] [ 58 ] |
| 2003/2004 | Korona II Kielce                  | GKS Rudki                         | Sparta Kazimierza Wielka             | OKS Opatów                           | [ 59 ] [ 60 ] [ 61 ] [ 62 ] |
| 2002/2003 | Politechnika Świętokrzyska Kielce | Lubrzanka Kajetanów               | Piast Osiek                          | GKS Łoniów                           | [ 63 ] [ 64 ] [ 65 ] [ 66 ] |
| 2001/2002 | Unia Sędziszów                    | Lechia Strawczyn                  | Zorza Tempo Pacanów                  | Klimontowianka Klimontów             | [ 67 ] [ 68 ] [ 69 ] [ 70 ] |
| 2000/2001 | Nidzianka Bieliny                 | Wicher Miedziana Góra             | GKS Świniary                         | MKS Bodzechów                        | [ 71 ]                      |